# Estação 14 Bis–Saracura
A Estação 14 Bis - Saracura será uma das futuras estações do Metrô de São Paulo e pertencerá à Linha 6–Laranja, que atualmente se encontra em obras. Em sua primeira fase, com 15,9 quilômetros de extensão, a Linha 6 deverá interligar o bairro de Vila Brasilândia, na Zona Norte, à Estação São Joaquim, da Linha 1–Azul. Posteriormente, a linha deverá interligar a Rodovia dos Bandeirantes ao bairro de Cidade Líder, na Zona Leste.
A estação ficará localizada na confluência entre a Avenida 9 de Julho e as ruas Dr. Lourenço Granato, Cardeal Leme e Manuel Dutra, próximo à Praça 14 Bis, no bairro do Bixiga, no distrito da Bela Vista, Centro.

## História
A Linha 6–Laranja começou a ser construída oficialmente em 22 de setembro de 2015, época em que sua entrega estava prevista para meados de 2021, e atualmente para 2029.
Posteriormente, o governador Geraldo Alckmin prometeu a entrega da primeira fase da linha para 2020, prazo este que acabaria descartado devido a um atraso de um ano no financiamento da Caixa Econômica Federal, que seria usado para o pagamento das desapropriações. Em junho de 2016, a entrega da linha estava prevista para 2021, prazo mantido em outubro de 2017, quando o reinício das obras foi anunciado para o início de 2018.
Em 10 de junho de 2024, o governo de São Paulo alterou o nome da futura estação 14 Bis, da Linha 6-Laranja do metrô, para fazer uma homenagem ao Quilombo Saracura. Com a mudança, a estação vai passar a se chamar 14 Bis-Saracura, atendendo uma reivindicação de movimentos sociais que lutam pelo resgate histórico do bairro.
Em 3 de março de 2025, todo o ramal da Linha 6-Laranja permaneceu previsto para entrega no 2º semestre de 2027, com exceção dessa estação 14 Bis-Saracura, cuja entrega foi postergada para o 1º semestre de 2029, devido a interdição realizada pelo Iphan por causa do aparecimento de um sítio arqueológico durante as obras de escavações da estação, no qual devido a isso o canteiro de obras foi liberado para os trabalhos somente em março de 2025, pois "na área 4 acredita-se que existia um terreiro para realização de rituais religiosos de origem africana" e, com isso, somente após passados 2 anos de análises, estudos e coletas dos materiais históricos, houve a liberação do canteiro de obras para a continuidade dos trabalhos.

## Características
Estação enterrada com plataformas laterais, estruturas em concreto aparente e salas de apoio ao nível da superfície. Possuirá acesso para pessoas portadoras de deficiência.
| Sigla | Estação         | Inauguração               | Capacidade     | Integração               | Plataformas | Posição     | Notas                                      |
| ----- | --------------- | ------------------------- | -------------- | ------------------------ | ----------- | ----------- | ------------------------------------------ |
| N/D   | 14 Bis-Saracura | Primeiro semestre de 2029 | Não confirmada | Bilhete Único da SPTrans | Laterais    | Subterrânea | Estação com estrutura de concreto aparente |

## Funcionamento da linha
| Linha     | Terminais                 | Estações | Conexões | Duração das viagens (min) | Intervalo entre trens (s) | Funcionamento |
| --------- | ------------------------- | -------- | --- | ------------------------- | ------------------------- | ------------- |
| 6 Laranja | Brasilândia ↔ São Joaquim | 15       | Água Branca (Linhas 3-Vermelha, 7-Rubi, 8-Diamante e 9-Esmeralda), Higienópolis-Mackenzie (Linha 4-Amarela) e São Joaquim (Linha 1-Azul) | 23                        | 75                        | Em construção |